# Hartmut Ostrowsky
Hartmut Ostrowsky (* 13. September 1944 in Königsberg) ist ein deutscher Regisseur.

## Leben
Nachdem Ostrowsky das Abitur abgelegt hatte, entschied er sich Theaterwissenschaften zu studieren und schloss sein Studium mit einem Diplom ab. Seine Anfänge als Dramaturg und Spielleiter führten ihn ans Theater in Plauen, wo er mehrere Jahre als Oberspielleiter tätig war. Dazwischen absolvierte er noch eine Regie-Assistenz am Deutschen Theater Berlin. Ab 1978 verdingte er sich dann als freischaffender Regisseur und Autor beim Fernsehen der DDR in Berlin-Adlershof. Hier arbeitete er mit den damaligen Stars des DDR-Fernsehens zusammen, wie beispielsweise Marianne Kiefer, Helga Göring, Gisela May, Ingeborg Krabbe oder Uta Schorn. Seine Tätigkeit beim Fernsehen unterbrach er immer mal wieder, um die Regie in Berliner Theatern gespielten Stücken zu übernehmen. 1995/96 inszenierte er für den MDR die Komödien Bratpfannenstory und Ein Biest mit Silberblick.
Seit 1997 arbeitet Ostrowsky als freier Regisseur, so zum Beispiel am Theater am Kurfürstendamm in Berlin und am Theater am Dom in Köln. Auch an der Kleinen Komödie am Max II in München und an der Komödie in Dresden war er tätig. Mit Fisch zu viert, nahm er sich eines Musicals an, das nach der Premiere in Berlin im Theater Winterthur lief. An diesem Theater inszenierte Ostrowsky 2003 das Boulevardstück Finden Sie, dass Constanze sich richtig verhält?, 2005 Bezaubernde Julia, 2007 Die Kaktusblüte (1969 verfilmt mit Ingrid Bergman und Walter Matthau) und 2009 Vier Fenster zum Garten.

## Filmografie (Auswahl)
Regisseur
- 1982: Der blaue Oskar (Theateraufzeichnung)
- 1984: Der doppelte Schöne
- 1984: Ein Fuchs zuviel
- 1984: Urlaub mit Nackenstützen
- 1984: Haus Seeblick
- 1984: Drei reizende Schwestern: Familienfest mit Folgen (Fernsehreihe)
- 1985: Gaukelbrüder
- 1985: Leo und sein Gartenzaun
- 1988: An allem ist Matuschke schuld (Fernsehfilm)
- 1988: Geburtstagsüberraschungen
- 1989: Von Fall zu Fall
- 1989: Vorher wird gebadet
- 1989: Zwei Männer im Pyjama
- 1990: Drei reizende Schwestern: Das blaue Krokodil (Fernsehreihe)
- 1990: Der Westminster-Gong
- 1995: Die Bratpfannenstory
- 1996: Ein Biest mit Silberblick
- 1997: Pension Schöller

Produktionsleitung
- 1993:  Big Helga